# Dromococcyx
Genre
Le genre Dromococcyx comprend 2 espèces de Géocoucous, oiseaux de la famille des Cuculidae.

## Liste des espèces
D'après la classification de référence (version 2.2, 2009) du Congrès ornithologique international (ordre phylogénique) :
- Dromococcyx phasianellus – Géocoucou faisan
- Dromococcyx pavoninus – Géocoucou pavonin